# Mesanthemum
Mesanthemum là một chi thực vật có hoa trong họ Eriocaulaceae.